# Kakau (Oranienbaum-Wörlitz)
Kakau ist ein Ortsteil der Stadt Oranienbaum-Wörlitz im Landkreis Wittenberg in Sachsen-Anhalt.

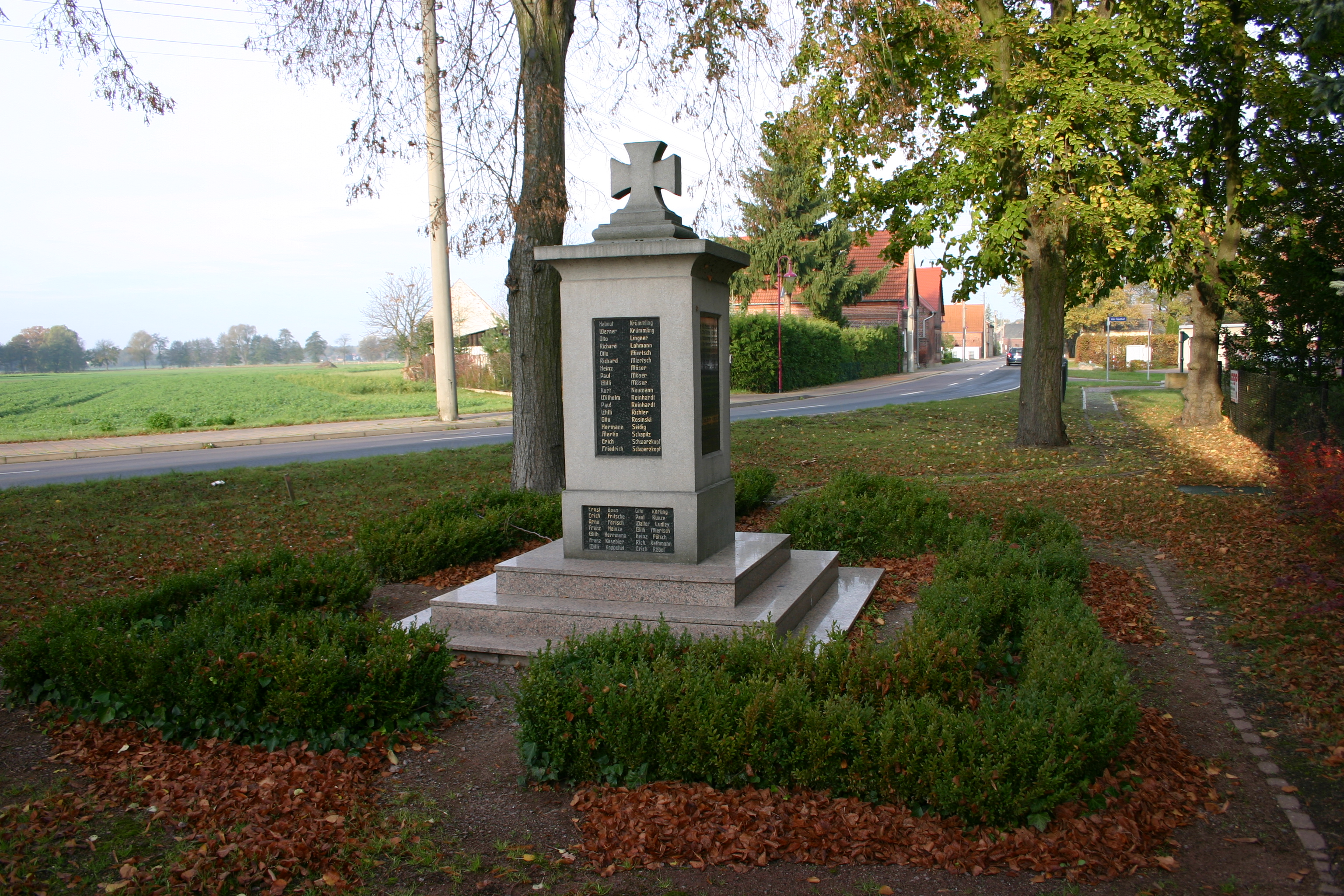
Kriegerdenkmal von Kakau

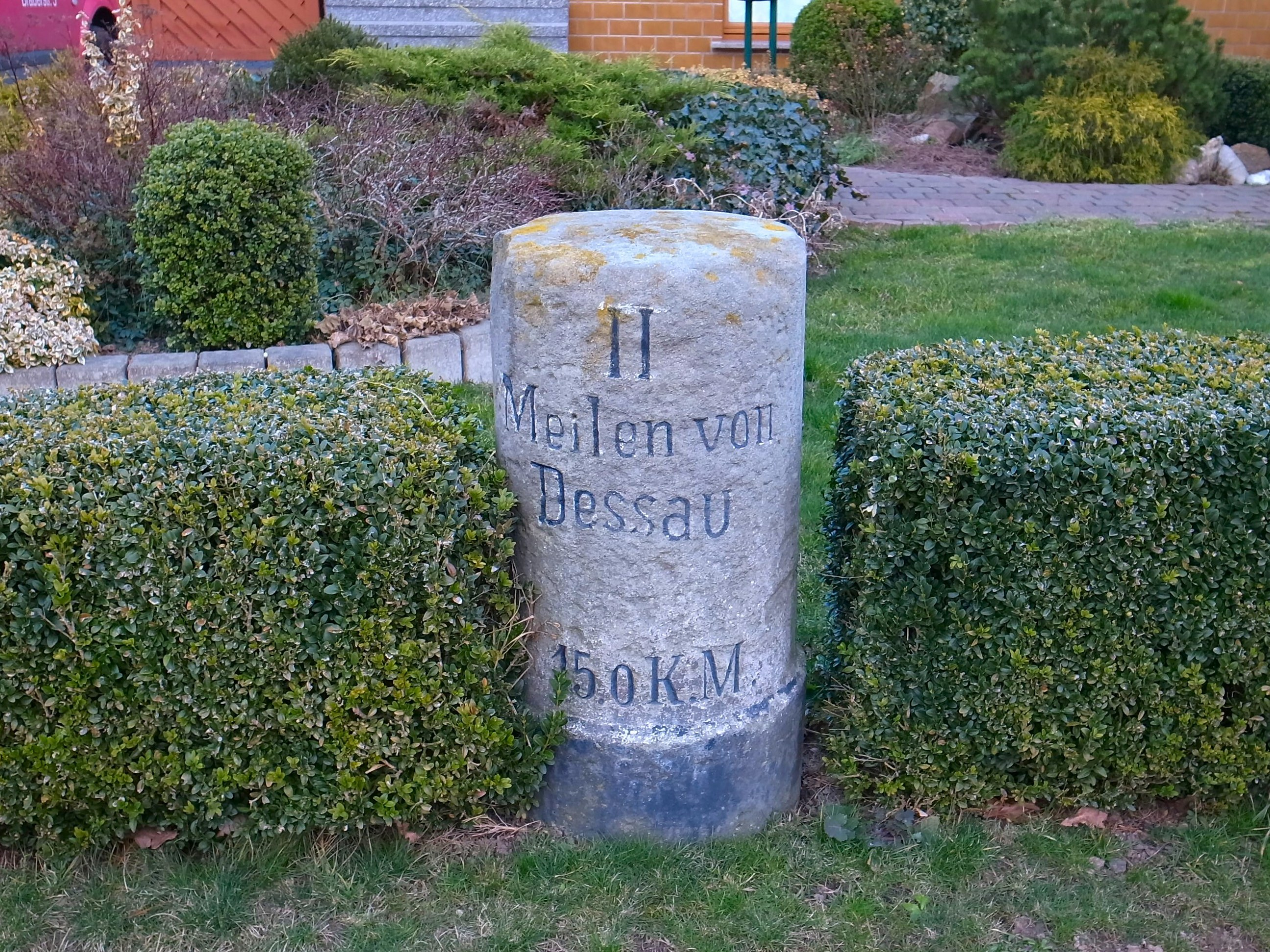
Meilenstein in Kakau

## Geografie
Kakau liegt südlich des Elbe-Ufers im Biosphärenreservat Mittelelbe. Nur wenige Kilometer entfernt befindet sich der Wörlitzer Park inmitten des Dessau-Wörlitzer Gartenreiches, das in der zweiten Hälfte des 18. Jahrhunderts unter der Regentschaft von Fürst Leopold III. Friedrich Franz von Anhalt-Dessau geschaffen wurde. Das Gebiet um Kakau ist flach und wird von zahlreichen Gräben und Bächen durchzogen. In Richtung Süden breiten sich weite Kiefernwälder aus – die nördlichen Ausläufer der Dübener Heide.

## Geschichte

### Mittelalter und Frühe Neuzeit
Die wechselvolle Geschichte des Ortes begann bereits im Jahr 1201 mit der Erwähnung im Codex Diplomaticus Anhaltinus. Dort wurde der Ort „Cacowe“ unter den Orten erwähnt, die Abgaben an die Wörlitzer Kirche zu entrichten hatten. Bis zum Beginn des 17. Jahrhunderts ist wenig über die Geschichte des Ortes zu erfahren. Wirtschaftlich ist der Ort seit jeher von der Landwirtschaft als Hauptwirtschaftszweig geprägt. So wird vom großflächigen Hopfen- und Tabakanbau in Kakau berichtet.
Im Verlaufe des Dreißigjährigen Krieges wurde der Ort am 4. März 1637 von schwedischen Truppen niedergebrannt und blieb danach für längere Zeit wüst. Im Jahre 1653 wurde eine Gemeindeordnung zur „Wiederansiedlung der nach dem Krieg verlassenen Güter“ erlassen, die zum Erfolg führte, denn bereits 1662 wurde Kakau wieder als bewohnter Ort erwähnt. Mit der Wiederansiedlung änderte sich anscheinend auch die Zugehörigkeit zum Kirchenbezirk, denn im Jahr 1666 wurden erstmals Kakauer Kommunikanten im Nischwitzer Kirchenbuch erwähnt. Bis dato war Kakau nach Wörlitz eingepfarrt.
Mit Beginn des 18. Jahrhunderts begann Fürst Leopold I. („Der Alte Dessauer“) mit dem Ausbau des Kapengrabens und mit der Trockenlegung des Sumpfgebietes zwischen Kakau und Wörlitz. Er gründete am 21. Juni 1708 den Ort Horstdorf auf diesem Gebiet. Gleichzeitig wurden die Deichanlagen der Elbe errichtet, was allerdings nicht die Überflutung des Ortes 1770 verhindern konnte.

### 19., 20. und 21. Jahrhundert
Der Beginn des 19. Jahrhunderts war vom 4. Koalitionskrieg zwischen Napoleon und Preußen/Sachsen geprägt. Auch wenn es keine großen Kampfhandlungen im Wörlitzer Winkel gegeben hat, wurde immer wieder von Truppendurchmärschen und Plünderungen aus dieser Zeit berichtet. Trotz dieser Belastung entwickelte sich Kakau bis 1867 zum größten Dorf im Bezirk Oranienbaum mit 826 Einwohnern und 129 Häusern.
Zu Beginn des 20. Jahrhunderts gründete der Kakauer Ernst Richter am 20. Februar 1913 die Freiwillige Feuerwehr Kakau-Brandhorst, nachdem bereits 1908 eine Pflichtfeuerwehr im Ort gegründet wurde. Im Ersten Weltkrieg hatte der Ort 41 Gefallene zu beklagen, zu deren Gedenken ein Kriegerdenkmal errichtet wurde. In der Zeit der Weimarer Republik waren in Kakau 107 landwirtschaftliche und 6 gewerbliche Betriebe verzeichnet. Am Ende des Zweiten Weltkriegs waren 62 Gefallene im Ort zu beklagen und Kakau wurde nach einem kurzen Durchmarsch amerikanischer Truppen von der Sowjetarmee besetzt.
Nach der Gründung der DDR wurden die bäuerlichen Einzelbetriebe kollektiviert und in verschiedenen LPG-Typen zusammengefasst. Auch die Errichtung einer Kartoffelsortieranlage und eines Rinderkombinates im Jahre 1967 belegen die ländliche Prägung des Ortes. Einige Dienstleistungen (Friseurstube, Post und Einkaufsmöglichkeit) verbesserten die Lebensbedingungen in der Gemeinde.
Mit der Deutschen Wiedervereinigung änderte sich das Bild der Gemeinde zusehends. Nach der Schließung der Milchviehanlage und der Kartoffelsortieranlage fielen die beiden größten Arbeitgeber am Ort weg. Hinzu kam der Wegfall der Arbeitsmöglichkeiten in der nahegelegenen Industrie, z. B. in Vockerode (Kraftwerk und Gewächshausanlagen), Kapen (Chemiewerk) und Dessau (Waggonbau). Die neu entstehenden Handwerks- und Dienstleistungsbetriebe konnten dies nur zu einem kleinen Teil ausgleichen.
Von 1994 bis 2004 gehörte Kakau zur Verwaltungsgemeinschaft Oranienbaum. 2007 wurde die Gemeinde Kakau aufgrund einer Kreisgebietsreform vom ehemaligen Landkreis Anhalt-Zerbst in den Landkreis Wittenberg eingegliedert.
Am 1. Januar 2011 wurde Kakau in die neue Stadt Oranienbaum-Wörlitz eingegliedert.

## Verkehrsanbindung
Kakau liegt an der Landesstraße L131 von Oranienbaum nach Wittenberg. Der Autobahnanschluss der Bundesautobahn 9 (Dessau-Ost) ist ca. 10 km entfernt. Der nächste Bahnhof befindet sich in der Gemeinde Radis (Bahnlinie Wittenberg–Bitterfeld). Der nur 3 km entfernte Bahnhof Oranienbaum der Dessau-Wörlitzer Eisenbahn wird nur in der Sommersaison bedient.